# کیم جی-هو
کیم جی-هو (انگلیسی: Kim Ji-ho؛ زادهٔ ۲۲ ژوئیهٔ ۱۹۷۴) بازیگر سینما، و بازیگر اهل کره جنوبی است.